# Lê Văn Cương
Lê Văn Cương là Phó Giáo sư, Tiến sĩ Triết học, Thiếu tướng Công an nhân dân Việt Nam, nguyên Viện trưởng Viện Nghiên cứu Chiến lược Bộ Công an Việt Nam. Ông là một trong những nhà phân tích, nghiên cứu chiến lược quan hệ quốc tế.
Ngoài ra ông còn là diễn giả chuyên bình luận về các sự kiện quốc tế, tuy nhiên chất lượng dự đoán của ông cũng đặt ra nhiều tranh cãi. Ngày 17 tháng 2 năm 2022, trả lời báo Dân Việt, ông cho biết ủng hộ và tin lời tổng thống Putin rằng Nga sẽ không động binh với Ukraina, nhưng trên thực tế 7 ngày sau, ngày 24 tháng 2, Nga tấn công Ukraine không tuyên chiến trước. Sau đó đến ngày 24, trả lời báo Nghệ An, ông lại lên tiếng nói rằng, Nga không xâm lược và cướp đất của Ukraine, và Nga sẽ không sa lầy sâu vào cuộc chiến, quân Nga sẽ thắng nhanh và kết thúc chiến tranh cuối tháng 3, thực chất, Nga phải rút lui khỏi Kiev.

## Tiểu sử
Ông Lê Văn Cương có quê quán tại tỉnh Nghệ An.
Năm 1967, Lê Văn Cương tốt nghiệp khoa Sinh hóa, trường Đại học Tổng hợp Hà Nội. Sau đó, ông được giữ lại làm giảng viên trường này.
Một thời gian sau, ông được Bộ Công an Việt Nam Dân chủ Cộng hòa mời tham gia Đội 9 bảo vệ an toàn thức ăn cho Chủ tịch Hồ Chí Minh.
Sau khi Chủ Tịch Hồ Chí Minh qua đời (1969), năm 1970, Bộ trưởng Bộ Công an Việt Nam Dân chủ Cộng hòa Trần Quốc Hoàn mời Lê Văn Cương về công tác bảo mật phục vụ tình báo.
Đơn vị ông có công trong việc chế tạo thành công hàng trăm thẻ căn cước giả của Việt Nam Cộng hòa.
Năm 1970, Lê Văn Cương được cử đi học ở Đông Đức trong vòng hai năm về công nghệ phân tích siêu vi.
Sau đó, ông bắt đầu nghiên cứu Triết học, Chiến tranh Việt Nam, Hoa Kỳ và Trung Quốc.
Năm 1980, Lê Văn Cương bảo vệ thành công luận án Tiến sĩ Triết học.
Năm 1987, Lê Văn Cương được bổ nhiệm làm Cục phó.
Năm 1992, Lê Văn Cương được bổ nhiệm làm Phó Viện trưởng Viện Nghiên cứu chiến lược quốc gia.
Năm 1995, Lê Văn Cương được bổ nhiệm làm Viện trưởng Viện Khoa học chiến lược quốc gia, Bộ Công an.
Cũng trong năm 1995, ông được thăng quân hàm Thiếu tướng Công an nhân dân Việt Nam.
Lê Văn Cương có học hàm Phó giáo sư.
Lê Văn Cương làm Chủ tịch Hội đồng giám khảo Nghiên cứu Biển Đông năm 2016.

## Quan điểm
Ông là một trong những người tích cực ủng hộ cuộc cải tổ ngành công an năm 2018 của Bộ trưởng Tô Lâm. Theo đó, cấp Tổng cục bị xóa bỏ, bộ máy tinh gọn hơn.
Ngày 26 tháng 2 năm 2019, ông có buổi nói chuyện với cán bộ và sinh viên Đại học Vinh với chủ đề "Nâng cao đạo đức nghề nghiệp và đấu tranh phản bác các quan điểm sai trái trên không gian mạng hiện nay" theo lời mời của đại học này. Trong buổi nói chuyện này, ông cho thấy sự cấp thiết của việc ban hành Luật An ninh mạng và bày tỏ sự tin tưởng vào sự lãnh đạo của Đảng Cộng sản Việt Nam.